# تپه رحمان
تپه رحمان مربوط به عصر مس - مفرغ است و در شهرستان خرم‌آباد، بخش مرکزی، دهستان رباط نمکی، روستای پشتمله واقع شده و این اثر در تاریخ ۲۸ اسفند ۱۳۸۵ با شمارهٔ ثبت ۱۸۸۱۵ به‌عنوان یکی از آثار ملی ایران به ثبت رسیده است.